# Eduardo Risso
Eduardo Risso (Argentina, 1959) é um quadrinista argentino. Ele é mais conhecido por seu trabalho na arte da revista 100 Balas (roteiros de Brian Azzarello), da editora norte-americana Vertigo. Por esse trabalho, ganhou o Eisner Awards de 2002 como melhor artista.